# William Takaku
William Takaku (zm. 3 stycznia 2011 w Port Moresby) – papuański aktor filmowy i teatralny. Był także scenarzystą i kierownikiem Teatru Narodowego Papui-Nowej Gwinei.
Wraz z Albertem Toro był współautorem i reżyserem miniserialu Warriors in Transit z 1992 roku. Wystąpił również wraz z Pierce'em Brosnanem w filmie Robinson Crusoe (1997) w roli Piętaszka, a także w miniserialu Violent Earth w roli Magnusa.
William Takaku zmarł na zawał serca w Port Moresby 3 stycznia 2011.